# Ana Milagros Parra
Ana Milagros Parra (Maracaibo, Venezuela, 4 de febrero de 1997) es una politóloga venezolana. Ha trabajado tanto como investigadora como entrevistadora en organizaciones de derechos humanos, especializándose posteriormente en análisis de riesgo político.

## Carrera
Ana Milagros obtuvo su título en politología en la Universidad Rafael Urdaneta y ha sido jefa de análisis político en el departamento de análisis estratégico de riesgo en IURISCORP, una consultora legal corporativa. Ha sido citada en medios tales como El Mundo, elDiario.es, El Pitazo, Runrunes, Caraota Digital, Newsy, y Diario de Cuba, entre otros.
El 5 de noviembre de 2019 encabezó la conferencia «Sanciones Internacionales: Recomendaciones asertivas al entorno del emprendedor», realizado en Impact Hub Caracas, junto con Rafael Álvarez Loscher. El 24 de enero de 2020 encabezó la conferencia «2020: El año de evolución de los modelos de negocios en escenarios hostiles» en las oficinas de IURISCORP, nuevamente con Loscher.
En 2022 inició «A Medias Podcast» con el comediante Ricardo del Bufalo, con el que han recorrido varias universidades de Venezuela para hablar con jóvenes sobre la situación política de Venezuela.